# نادي المدينة الأدبي
نادي المدينة الأدبي هو أحد الأندية الأدبية الستة عشر في المملكة العربية السعودية، يتبع النادي مباشرة إلى وزارة الإعلام السعودية ممثلة بالوكالة العامة للشؤون الثقافية، تأسس عام 1395هـ، يهدف النادي إلى نشر الأدب والثقافة بين أعضائه و نشر الوعي.

## سنة التأسيس
تأسس في المدينة المنورة عام 1395هـ وقد رأس هذا الاجتماع الذي ضم رجال الفكر والأدب الأستاذ عبد العزيز الربيع رحمهُ الله منذ تأسيسه إلى وفاته عام 1402هـ.

## مجلس الإدارة
ضم مجلس إدارة النادي الأدبي العديد من الشخصيات:
- الرئيس عبد الله بن عبد الرحيم عسيلان
- نائب الرئيس محمد حميده
- العضو ناجي محمد حسن عبد القادر
- العضو دخيل الله عبد الله الحيدري
- العضو مصطفى صالح قطيم
- العضو جعفر مصطفى سبيه

## نشاطات النادي
عقد الندوات والمحاضرات وحلقات خاصة للبحث والمناقشة في المجالات الثقافية، وإصدار الكتب والدوريات الثقافية، وتزويد المكتبة بالكتب المتنوعة، وإجراء مسابقات أدبية علمية، إضافة إلى طباعة ونشر الإنتاج الأدبي والثقافي وتوزيعه، والانضمام إلى الروابط والجمعيات الأدبية في البلاد العربية، وتبادل المعلومات والبحوث والكتب في مختلف المجالات.

## إصدارات النادي
أسهم النادي بالعديد من المحاضرات والندوات والمسابقات الأدبية، وكما أصدر الآتي:
- الشعر الحديث في الحجاز (1916-1948) - أبو بكر، عبد الرحيم
- حروف في رماد- البليهشي، محمد صالح
- لمحات عن حياة الربيع- البليهشي، محمد صالح
- المدينة اليوم - البليهشي، محمد صالح
- مسيرة 8 أعوام لنادي المدينة الأدبي - البليهشي، محمد صالح
- أثر حركة الشيخ محمد بن عبد الوهاب في العالم الإسلامي - الجهني، مسلم حمود عبد المحيي
- صور وذكريات عن المدينة المنورة - حافظ، السيد عثمان
- المجموعة الشعرية الكاملة - حافظ، عبد السلام هاشم
- المدينة المنورة في التاريخ دراسة شاملة، ط3 - حافظ، عبد السلام هاشم
- ترانيم العودة-الحجيلي، فوزان عبد الهادي
- ثلاثة أعوام مع مسابقة-الحيدري، دخيل الله
- على ضفاف الذكريات - خاشقجي، مجدي نصر
- شعراء من أرض عبقر - الخطراوي، محمد العيد
- غناء الجرح - الخطراوي، محمد العيد
- همسات في أذن الليل - الخطراوي، محمد العيد
- الفيصليات (شعر) - ربيع، عبد الحميد
- ذكريات طفل وديع- ط2 - الربيع، عبد العزيز
- رعاية الشباب في الإسلام - الربيع، عبد العزيز
- في ظلال السماء (شعر) - رشيد، محمد هاشم
- الجناحان الخالدان (شعر)-ط2 - رشيد، محمد هاشم
- على أطلال ارم:ملحمة شعرية - رشيد، محمد هاشم
- على دروب الشمس - رشيد، محمد هاشم
- على ضفاف العقيق (شعر) - رشيد، محمد هاشم
- جداول وينابيع (شعر) - رفه، عبد الرحمن سليمان
- أبا ريق النور (شعر) - سليمان، محمد عادل
- في موكب الضياء (شعر) - سيد، أبوزيد إبراهيم
- هموم عربية - عقيل، أبو عبدالرخمن
- في رحاب الجهاد المقدس - العياشي، الشريف إبراهيم
- غزوة بدر الكبرى - العياشي، الشريف إبراهيم
- مبضع الجراح - العياشي، الشريف إبراهيم
- جرح الأباء (ديوان شعر) - عقيلان، أحمد فرح
- رسالة إلى ليلى - عقيلان، أحمد فرح
- أضواء على حقائق - المجذوب، محمد
- بيت وشاعر - اليوسف، خالد
- الحفل المسرحي - اعلامي من النادي
- في غيابة الجب (ديوان شعر) - الفقي، علي
- تحفة اللبيب - المجذوب، محمد
- قصص لا تنسى- المجذوب، محمد
- مع المهاجرين في باكستان - المجذوب، محمد[5]

## ابرز مكتبات النادي
- المكتبة السمعية  التي تعنى بتقديم التسجيلات الأدبية من محاضرات وندوات وأمسيات شعرية في مختلف الأنشطة التي يقوم بها النادي، كما تتوفر فيها أجهزة النسخ، والأشرطة، والمسجلات.
- المكتبة المرئية تحتوي المكتبة على تسجيلات الفيديو لمختلف الأنشطة والمناسبات وقد زودت بأجهزة للفيديو بجانب أجهزة العرض السينمائي.
- المكتبة المصورة  من اسمها تحمل جميع الألبومات التي تقوم بتصوير الأنشطة.
- المكتبة القرآنية وهي أحدث من المكتبات السابقة حيث تضم التسجيلات السمعية والمرئية الخاصة بمسابقة القرآن الكريم التي يقيما النادي منذ عام 1398هـ، وقد توفرت فيها أجهزة التلفاز والفيديو، وأجهزة للسينما وبكرات الأفلام الوثائقية عن نهضة المملكة العربية السعودية، وكما تتوفر فيها دائرة تلفازية لتسهيل المشاهدة في أي صالة من صالات النادي.[6]

## انظر ايضاً
- نادي الطائف الأدبي
- نادي حائل الأدبي

## وصلات خارجية
- نادي المدينة المنورة الأدبي.. أول مقر له في منزل امرأة.
- الأدبي بالمدينة المنورة ينظم مسابقته السنوية لحفظ القرآن الكريم.